# 伍锦霞
伍锦霞（Esther Eng或Ng Kam-ha，1914年9月24日—1970年1月25日），第二代美國華僑，祖籍廣東台山，是早期华语片女导演，曾在好莱坞电影业界发展，当时被称为“好莱坞唯一华裔女导演”。其一生曾导演或制作过11部电影作品，在香港拍了5部粤语片，在美国执导了6部华语片，获得相当的赞誉。
伍锦霞平时多留短发，穿一身男西装或猎装，畢生沒有與異性相戀及結婚，香港影壇中人更以「霞哥」相稱。

## 生平
伍锦霞于1914年出生于美国旧金山，其父伍于泽是当地华商，有10个儿女，伍锦霞是他的第一个女儿。伍锦霞自小就是粤剧和电影迷，曾为能免费看戏在「文华剧院」做义务带位员。
其父亲为满足女儿的梦想在家创建了一家电影制作公司。1935年，年僅21歲的伍锦霞在好莱坞日落大道租了一个影棚，集资拍摄粵語电影《心恨》，並携該片回中國公映。
1936年，伍锦霞到香港，导演粤语片《民族女英雄》，自此在华语电影界树立声誉，并接连执导《十万情人》（爱情伦理喜剧）、《妒花风雨》（又名《偷龍轉鳳》，爱情悲剧片）、《一夜夫妻》（奇情悲喜剧）。1939年执导电影《女人世界》，是世界电影史上第一部全部采用女性角色的影片。
1939年秋天，伍锦霞返回旧金山。于1941年与赵树桑、关文清合作制作美国华语片《金门女》。这段时间她和父亲合办「金门银光公司」，主营粤语片在北美、中南美地区的发行业务。据1946年9月香港《伶星》报道，该公司在太平洋战争时期在美洲共发行40多部粤语片。
1950年代起，伍锦霞移师纽约经营中餐馆和华语影片发行。1951年，她在曼哈頓开设「宝宝酒家」，后改名为「伍锦霞餐馆」，几次被纽约的美食家评为二星食府（最高为三星食府），多年后仍在纽约的饮食媒体上中被提及。
1961年，伍锦霞和胡鹏（电影《黄飞鸿》的导演）合作制作《纽约唐人街碎尸案》。1970年，伍锦霞病逝于纽约。

## 评价
伍锦霞其人观念受到美国思想影响，性格活泼，是早期将民族意识与女权主义带入电影作品的华裔导演，其中不乏跨文化跨题材的作品，受到影评人们的高度评价。

## 主要作品介绍
心恨
被称为“在好莱坞拍制的第一部华语片”，在香港上映时叫《铁血芳魂》，讲述一对女粤剧演员与飞机师结合的美国华裔情侣，在淞沪会战爆发的背景下，毅然为国家民族命运放弃爱情，最后男主角参加空军并为国牺牲。媒体《每日电影》评价“以航空为背景的时装戏，有着美国片的规模”。
民族女英雄
讲述立志救国的女青年自愿从军的故事，主题严肃之余又为适应市场需要加入歌舞及喜剧元素。1937年3月13日在香港首映，后在广州等地公映，该影片获得「广东女权协进联会」赞扬并授予奖状。
女人世界
原名《三十六女天罡》，剧中36个角色是来自香港各社会阶层的女性，描述她们生活中的各种遭遇，由著名演員紫羅蘭、梁洪緣、梅綺、大口何等主演。
金门女
以旧金山为背景的电影。当时只有三个月大的李小龙扮演女主角的幼年。

## 部分参与作品

### 共同监制
- 心恨（1936年） （页面存档备份，存于）

### 导演
- 民族女英雄（1937年）[7]
- 妒花风雨（1938年）[8]
- 一夜夫妻（1938年）[9]
- 十万情人（1938年）[10]
- 女人世界（1939年）[11]
- 金门女（1941年）[12]
- 蓝湖碧玉（1947年）[13]
- 迟来春已晚（1948年）
- 荒岛情焰（1949年）

### 外景導演
- 紐約唐人街碎屍案（1961年）[14][永久]

### 编剧
- 妒花风雨（1938年）
- 女人世界（1939年）[11]

## 生平紀錄片
- 金門銀光夢（2013年，魏時煜導演）

### 註腳
1. ↑  . 中國影視資料館.   [2009-08-03]. （原始内容存档于2012-07-10）.
2. ↑  . hkcampus.net.   [2009-08-03]. （原始内容存档于2005-03-16）.
3. ↑  . 明報月刊.   [2009-08-04]. （原始内容存档于2006-05-29）.
4. ↑  . 香港電影資料館.   [2009-08-04].[永久]
5. ↑  . dianying.com.   [2009-08-03]. （原始内容存档于2019-06-09）.
6. ↑  . 電影雙周.   [2009-08-03].[永久]
7. ↑  . 香港電影資料館.   [2009-08-04].[永久]
8. ↑  . 香港電影資料館.   [2009-08-04].[永久]
9. ↑  . 香港電影資料館.   [2009-08-04].[永久]
10. ↑  . 香港電影資料館.   [2009-08-04].[永久]
11. 1 2  . 香港電影資料館.   [2009-08-04].[永久]
12. ↑  . IMDb.cn.   [2009-08-04]. （原始内容存档于2019-06-06）.
13. ↑  . 香港電影資料館.   [2009-08-04].[永久]
14. ↑  {{cite web |url=http://ipac.hkfa.lcsd.gov.hk/ipac20/ipac.jsp?session=1249371184G8C.5667&profile=hkfa&uri=full=3100024@!2951@!9&ri=1&aspect=basic_search&menu=search&source=192.168.110.61@!horizon&ipp=20&staffonly=&&aspect=basic_search&menu=search&ri=1#focus |title=紐約唐人街碎屍案 |publisher=[[香港電影資料館]] |accessdate=2009-08-04 }}[永久]

## 外部連結
- 伍錦霞 - 香港記憶 （页面存档备份，存于）
- 被遗忘的“好莱坞唯一华语片女导演”
- （英文） The Ester Eng Story （页面存档备份，存于）